# Jakob Grym
Jakob Ferdinand Grym (i riksdagen kallad Grym i Svanstein), född 22 maj 1898 i Kuivakangas i Övertorneå, Sverige, död 26 december 1961 i Svanstein, Övertorneå var en svensk kronojägare och politiker (socialdemokrat). Han var farfars far till backhopparen Isak Grimholm.
Jakob Grym var ledamot av riksdagens andra kammare 1943-44 för Norrbottens läns valkrets och av första kammaren 1945-1961 för Västerbottens läns och Norrbottens läns valkrets. I riksdagen var han ledamot i tredje lagutskottet och i jordbruksutskottet.